# Rajokri
Rajokri è una suddivisione dell'India, classificata come census town, di 12.758 abitanti, situata nel distretto di Delhi Sud Ovest, nello territorio federato di Delhi. In base al numero di abitanti la città rientra nella classe IV (da 10.000 a 19.999 persone).

## Geografia fisica
La città è situata a 28° 30' 11 N e 77° 06' 40 E.

## Società

### Evoluzione demografica
Al censimento del 2001 la popolazione di Rajokri assommava a 12.758 persone, delle quali 7.175 maschi e 5.583 femmine. I bambini di età inferiore o uguale ai sei anni assommavano a 1.964, dei quali 1.115 maschi e 849 femmine. Infine, coloro che erano in grado di saper almeno leggere e scrivere erano 8.404, dei quali 5.253 maschi e 3.151 femmine.